# Niedermayrita
La niedermayrita és un mineral de la classe dels sulfats. Anomenat per Gerhard Niedermayr, mineralogista, del Museu d'Història Natural de Viena, Àustria; conegut pel seu extens treball en minerals de tipus alpí com ara la carintita, el quars i algunes gemmes. Es troba relacionat estructuralment amb la cristalita i la campigliaïta. És l'anàleg de cadmi de la campigliaïta.

## Classificació
Segons la classificació de Nickel-Strunz, la niedermayrita pertany a «07.D - Sulfats (selenats, etc.) amb anions addicionals, amb H₂O, amb cations de mida mitjana només; plans d'octaedres que comparteixen vores» juntament amb els següents minerals: langita, posnjakita, wroewolfeïta, spangolita, ktenasita, torreyita, christelita, devil·lina, campigliaïta, serpierita, ortoserpierita, edwardsita, carrboydita, glaucocerinita, honessita, hidrohonessita, motukoreaita, mountkeithita, shigaïta, wermlandita, woodwardita, zincaluminita, hidrowoodwardita, zincowoodwardita, natroglaucocerinita, nikischerita, felsőbányaïta, lawsonbauerita, mooreïta, namuwita, bechererita, ramsbeckita, vonbezingita, redgillita, calcoalumita, nickelalumita, kyrgyzstanita, guarinoïta, schulenbergita, theresemagnanita, UM1992-30-SO:CCuHZn i montetrisaïta.

## Característiques
La niedermayrita és un sulfat de fórmula química CdCu₄(SO₄)₂(OH)₆·4H₂O. Cristal·litza en el sistema monoclínic.

## Formació i jaciments
A la localitat tipus es va descriure en marbres bretxificats associada a esfalerita, pirita, hawleyïta, greenockita, galena i calcopirita.